# أنطونيو سيرا
أنطونيو سيرا، فيلسوف و عالم اقتصاد مركنتيلي إيطالي من أواخر القرن السادس عشر.
لا يُعرف الكثير عن حياته، وُلد في مدينة كشنتة الإيطالية في أواخر القرن السادس عشر (تاريخ مولده و وفاته مجهولين). عندما كان يعيش في نابولي،أوجد حلول عملية كثيرة لعدة مشاكل اقتصادية و اجتماعية تسبب فيها نظام النيابة الإسباني. تم سجنه سنة 1613 رفقة الفيلسوف توماسو كامبانيلا بسبب محاولته تحرير منطقة قلورية من الهيمنة الإسبانية.
و في كتابه (Breve trattato delle cause che possono far abbondare li regni d’oro e d’argento dove non sono miniere) قام أنطونيو سيرا بتحليل أسباب نُقص القطع النقدية في مملكة نابولي و العوامل التي أدت إلى عكس التوجه الاقتصادي. يُعتبر أول من أعطى شرحا كاملا لمفهوم الميزان التجاري للبضائع المرئية و للخدمات الغير مرئية و لحركة رؤوس الأموال، حيث قام بتعليل نُقص القطع النقدية في مملكة نابولي بالعجز في ميزان المدفوعات، و عبر المُعطيات التي حصّلها تمكن من اثبات أن حل المشكلة يكمن في تشجيع عملية التصدير، و نقض الفكرة السائدة آنذاك بأن نقص الأموال يتعلق بسعر الصرف.